# Sevilla (tỉnh)
Sevilla là một tỉnh phía nam Tây Ban Nha, ở phía tây của cộng đồng tự trị Andalusia. Tỉnh này giáp các tỉnh Málaga, Cádiz, Huelva, Bajadoz, và Córdoba.
Tỉnh có diện tích 14.042 km², dân số 1.758.720 người (2002), trong đó có 40% sinh sống ở tỉnh lỵ Sevilla. Tỉnh có tổng cộng 105 đô thị. Xem danh sách các đô thị tại Sevilla.
Tỉnh có chung vườn quốc gia Doñana với tỉnh Huelva.